# Jörgen Sundelin

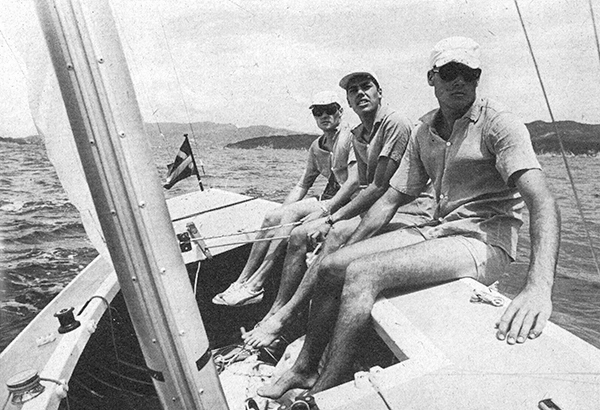
Jörgen Sundelin, Peter Sundelin och Ulf Sundelin. OS 1968.

Lars Jörgen Sundelin, född 15 mars 1945 i Engelbrekts församling i Stockholm, är en svensk före detta seglare, som deltog i tre olympiska sommarspel 1968-1976. Han blev tillsammans med sina bröder Ulf och Peter guldmedaljör i 5,5 meters-klassen i Mexico City 1968.
Han valdes 2014 tillsammans med sina bröder Peter och Ulf in i Svensk seglings Hall of Fame.